# Мустрак
Мустрак е село в Южна България. То се намира в община Свиленград, област Хасково. До 1934 година името на селото е Мустраклии.

## География
Село Мустрак се намира в полу планински район на 500 – 550 метра надморско равнище. Селото е разположено на голям гранитен склон с южен наклон.

## История
С богата история, и напълно запазен архив и до днес.

## Религия
Основното вероизповедание в селото е източноправославно. В селото е имало и католическа църква в миналото. По-късно тази църква е била използвана за читалище, преди да се построи новото читалище в селото.

## Редовни събития
24 май събор, Трифон Зарезан

## Личности
- Тончо Тончев – хореограф народни танци.
- Тодор Кожухаров (р. 1956 г.) – народен певец, в репертоара си е включил много песни, които е почерпил направо от извора – от своето родно село.
- Хрисо Стоева – начален педагог, заслужил учител, самодеен деец, сформирала музей с експонати от миналото и бита на селяните.
- Димитър Сотиров-Скулптор

## Други
Село Мустрак се слави с хубавите народни носии и костюми, обшити с красива българска шевица. Сукманите на мустраклийските моми са били едни от най-хубавите в този район.
Китното селце е едно от най-мирните и малки села. В селото всички хора се познават. 80% от хората в селото се занимават с тютюн.